# 전장시
전장시(진강, 중국어 간체자: 镇江市, 정체자: 鎮江市, 병음: Zhènjiāng)는 중화인민공화국 장쑤성에 위치하는 지급시이다. 예부터 상업도시로 발달하여 현재는 국가역사문화명성으로 지정되어 있다.

## 지리
장쑤성 서남부, 장강(양자강) 하류 남해안에 위치하며, 강소성에서 유일하게 장강과 대운하가 교차하는 지점에 있다. 서쪽은 난징, 북쪽은 양저우, 동쪽은 상하이, 쑤저우, 우시, 창저우, 남쪽은 진탄(金壜)과 접한다.
난징 - 상하이를 연결하는 철도(징후 철로)도 통과하지만, 북쪽의 양저우와의 사이에는 강 폭이 넓은 장강(양자강)이 가로 놓여 있기 때문에, 페리로 도안(渡岸)이나 난징 경유로의 이동이 필요했지만, 지금은 진강-양주(윤양潤扬)장강대교가 개통되어 , 양저우까지 30분 정도면 도착한다.
진강시 총 면적은 3799km2이고 인구는 269만 명이다. 시내 면적은 1059km2이고 인구는 103만 명이다.
| 전장시 단투구의 기후                                          | 전장시 단투구의 기후 | 전장시 단투구의 기후 | 전장시 단투구의 기후 | 전장시 단투구의 기후 | 전장시 단투구의 기후 | 전장시 단투구의 기후 | 전장시 단투구의 기후 | 전장시 단투구의 기후 | 전장시 단투구의 기후 | 전장시 단투구의 기후 | 전장시 단투구의 기후 | 전장시 단투구의 기후 | 전장시 단투구의 기후 |
| 월                                                            | 1월                  | 2월                  | 3월                  | 4월                  | 5월                  | 6월                  | 7월                  | 8월                  | 9월                  | 10월                 | 11월                 | 12월                 | 연간                 |
| ------------------------------------------------------------- | -------------------- | -------------------- | -------------------- | -------------------- | -------------------- | -------------------- | -------------------- | -------------------- | -------------------- | -------------------- | -------------------- | -------------------- | -------------------- |
| 역대 최고 기온 °C (°F)                                        | 20.8 (69.4)          | 26.5 (79.7)          | 29.5 (85.1)          | 33.5 (92.3)          | 36.5 (97.7)          | 38.0 (100.4)         | 39.5 (103.1)         | 38.8 (101.8)         | 38.2 (100.8)         | 32.5 (90.5)          | 29.2 (84.6)          | 22.8 (73.0)          | 39.5 (103.1)         |
| 일평균 최고 기온 °C (°F)                                      | 7.1 (44.8)           | 9.7 (49.5)           | 14.6 (58.3)          | 21.0 (69.8)          | 26.2 (79.2)          | 29.0 (84.2)          | 32.2 (90.0)          | 31.7 (89.1)          | 27.8 (82.0)          | 22.6 (72.7)          | 16.4 (61.5)          | 9.8 (49.6)           | 20.7 (69.2)          |
| 일일 평균 기온 °C (°F)                                        | 3.2 (37.8)           | 5.3 (41.5)           | 9.8 (49.6)           | 15.7 (60.3)          | 21.1 (70.0)          | 24.7 (76.5)          | 28.2 (82.8)          | 27.8 (82.0)          | 23.6 (74.5)          | 18.1 (64.6)          | 11.8 (53.2)          | 5.5 (41.9)           | 16.2 (61.2)          |
| 일평균 최저 기온 °C (°F)                                      | 0.1 (32.2)           | 1.9 (35.4)           | 5.8 (42.4)           | 11.1 (52.0)          | 16.7 (62.1)          | 21.1 (70.0)          | 24.9 (76.8)          | 24.7 (76.5)          | 20.4 (68.7)          | 14.4 (57.9)          | 8.1 (46.6)           | 2.1 (35.8)           | 12.6 (54.7)          |
| 역대 최저 기온 °C (°F)                                        | −9.0 (15.8)          | −11.0 (12.2)         | −5.6 (21.9)          | −0.1 (31.8)          | 7.3 (45.1)           | 12.1 (53.8)          | 18.4 (65.1)          | 17.9 (64.2)          | 10.7 (51.3)          | 3.2 (37.8)           | −4.6 (23.7)          | −12.0 (10.4)         | −12.0 (10.4)         |
| 평균 강수량 mm (인치)                                         | 55.9 (2.20)          | 54.5 (2.15)          | 81.2 (3.20)          | 75.8 (2.98)          | 88.8 (3.50)          | 184.4 (7.26)         | 210.7 (8.30)         | 165.2 (6.50)         | 78.1 (3.07)          | 57.6 (2.27)          | 58.9 (2.32)          | 39.9 (1.57)          | 1,151 (45.32)        |
| 평균 강수일수 (≥ 0.1 mm)                                      | 9.3                  | 9.2                  | 10.6                 | 9.5                  | 10.1                 | 11.1                 | 13.7                 | 12.8                 | 8.2                  | 7.7                  | 8.5                  | 7.3                  | 118                  |
| 평균 강설일수                                                 | 3.3                  | 2.5                  | 0.9                  | 0.1                  | 0                    | 0                    | 0                    | 0                    | 0                    | 0                    | 0.3                  | 1.2                  | 8.3                  |
| 평균 상대 습도 (%)                                            | 71                   | 71                   | 69                   | 68                   | 69                   | 76                   | 79                   | 79                   | 76                   | 72                   | 72                   | 69                   | 73                   |
| 평균 월간 일조시간                                            | 132.1                | 130.5                | 153.6                | 180.7                | 191.9                | 149.0                | 185.5                | 189.8                | 168.9                | 172.8                | 149.2                | 145.1                | 1,949.1              |
| 가능 일조율                                                   | 41                   | 41                   | 41                   | 46                   | 45                   | 35                   | 43                   | 46                   | 46                   | 49                   | 48                   | 47                   | 44                   |
| 출처: 중국기상국 (평년값: 1991년~2020년, 극값: 1981년~2010년) |                      |                      |                      |                      |                      |                      |                      |                      |                      |                      |                      |                      |                      |

## 역사
전장은 기원전 8세기부터 전방의 봉건 영지였다. 이후 BC221년에 중국 최초의 황제인 진시황은 전장을 점령하였다. 수나라는 581년에 이곳을 정복한 후에 양쯔강 입구를 경비하는 요새를 만들었다. 요새는 양쯔강 삼각주 지역에서 세금으로 징수된 곡물들을 저장하고 운송하는 대운하의 전초 기지로 성장하였다.
도시는 송나라(960~1279) 때 절정에 달하였고 황제를 위한 질좋은 비단, 견수자, 은제품을 생산하였다. 전장 교외의 사유 정원에서 과학자이자 정치가였던 심괄(1031~1095)은 이곳에서 여생을 보내며 몽계필담을 저술하였다. 1300년 경의 인구 조사에 따르면 전장에는 몇몇 네스토리우스 교도들이 살고 있었다.
전장은 아편 전쟁(1839~1842) 때 영국 군함의 포격을 받았고 태평천국운동(1850~1864) 기간의 대운하 북부의 폐쇄, 20세기 대운하 남부 입구의 차단 때문에 경제적인 쇠퇴를 겪었다.
1928년부터 1949년까지의 장제스의 국민당 통치 기간에 전장은 장쑤 성의 성도가 되었고 난징(현재의 장쑤성 성도)은 중국의 수도가 되었다.
전장은 여전히 국내 교역이 활발한 항구 중 하나로 장쑤성 북부와 안후이성간의 교통축 역할을 하고 있다. 교역품은 대개 곡물, 면화, 기름, 목재 등으로 이루어져있다. 다른 주산업은 식품 가공과 펄프 제조이다. 이곳은 중국인들 사이에서 영국(1842년, 1949년)과 2차 세계대전 때의 일본에 대해 영웅적인 저항을 한 것으로 유명하다.

## 행정 구역

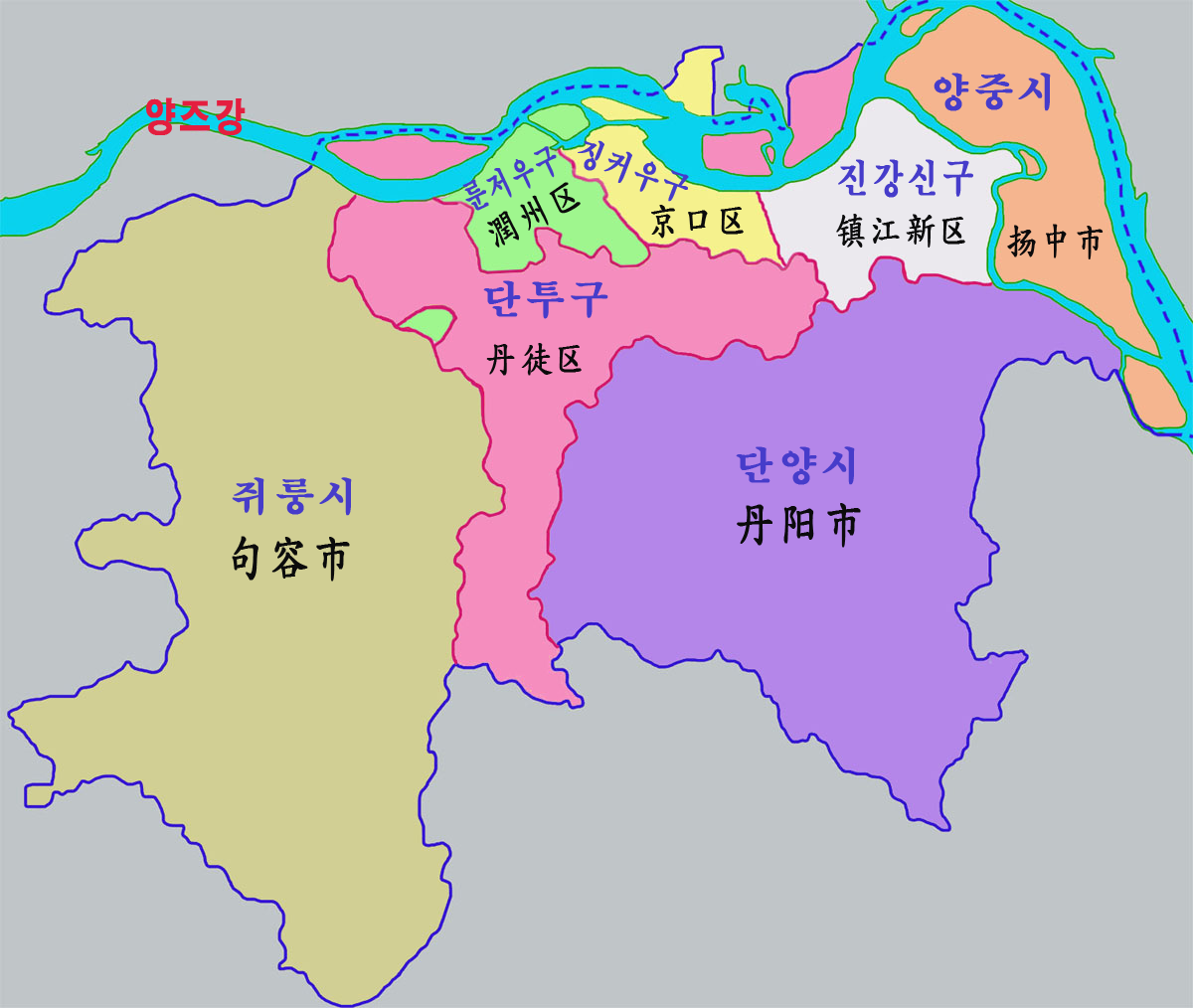
전장시 현급구역

시할구
- 징커우 구(京口区)
- 룬저우 구(潤州区)
- 단투 구(丹徒区)
- 진강 신구(镇江新区)

현급시
- 쥐룽 시(句容市)
- 단양 시(丹阳市)
- 양중 시(扬中市)

## 경제
장강과 대운하의 교차점에 위치하는 전장은 역사적으로 상품이 집산하는 상업도시로서 발전했다. 시내에는 성급 경제기술 개발구도 들어서 있어 2003년 국내생산총액(GDP)은 대전년대비 14.1% 증가한 643억위안, 1인당 생산증액은 24,089위안(약 2,909달러), 대외 수출액은 USD $12억였다.

### 주요 산업
진강은 기계전자제조업, 화학공업, 종이제조 등 3대 주도산업과 전자정보, 신소재, 전력, 교통설비, 식품 등 5대 우세산업을 형성하였다. 세계에서 생산능력이 제1위인 아트지 생산라인, 세계5강중의 체인생산기지, 아시아에서 제일 큰 엔지니어링플라스틱 생산기지, 전국에서 최대의 초산생산기업과 알루미늄박 포장재료 생산 기지, 국내 자동차업체에서 제일 큰 엔진실린더 생산기 업등 기업이 진강시에 있다.

### 교육과 인재
진강시는 강소성에서 교육이 발전된 도시로서 강소대학교, 강소과학기술대학 등 6개의 대학교와 전문학교가 있고 재학생은 7만여명이며 매년 졸업생은 2만명에 달한다.
강소대학교는 강소성 소속인 중국중점대학으로서 종합실력은 전국대학 100강에 속한다. 강소과학기술대학교는 국가부서소속 대학교이다. 진강시 30여개의 고등직업학교와 기술공업학교에서는 매년 2만 7천명의 인재와 기술인원들을 제공한다. 외국어학원은 매년 1000여명의 외국어 인재를 배양한다.

### 과학 연구
진강 시는 《전국과학기술발전선진도시》이다. 학력이 있고 전업기술자격과 기술등급을 가진 인재가 21만여 명이며 6개의 박사후(博士后)작업소가 있고 29개의 박사점이 있으며 127개의 석사점이 있다. 각 유형의 과학연구개발기구가 421개 있으며 시급이상 과학연구개발기구가 27개, 공정기술연구센터가 26개이다.

### 경제 개발구
진강 시에는 국가급수출가공구가 있고 진강(镇江)국가경제공업단지와 단양(丹阳), 구용(句容), 양중(扬中), 단투(丹徒) 4개의 성급공업단지가 있으며 경구(京口), 윤주(润州) 2개의 경제공업단지가 있다.
7개 경제공업단지의 총면적은 70평방킬로미터이며 지금까지 총투자는 86억 원이다. 공업단지는 위치가 좋고 물류교통이 편리하다. 공업단 지내는 도로, 물 공급과 배수, 페수배출, 전기공급, 열공 급, 통신 등 인프라시설이 되어 있고 비교적 완벽한 공업 생산환경을 형성하였다.
진강신구 즉 진강경제공업단지는 장강을 따라 건설되어 16킬로미터의 장강심수 안선을 가지고 있고 11개의 만톤급 부두가 있으며 공업단지철도가 베이징-상하 이 철도선과 연결되어 있다. 이미 개발된 단지에는 제지, 화공, 전자, 자동차부품, 정밀주조 등 주요산업을 형성한다.

### 투자 현황
이미 80여개 국가와 지역 및 홍콩, 마카오, 대만의 1300여개의 기업이 진강에 진출하였고 실제 이용 외자는 65억달러에 달한다.
미국의 ITT, 월마트, 카길, 아빈메리터, 코츠, 와이트
프랑스의 토탈, 로디아,
이탈리아 피아트,
독일의 지멘스, 묄러,
스위스의 치바,
일본의 닛쇼이와이, 미쓰비시 화학, 다이셀 화학,
한국의 현대중공업, 유니드,
대만의 치메이, 궈차오, 리창룽, 자신, 셴퉁, 난디 등
20여개 세계500대 기업과 유명한 기업들이 이미 진강에 투자하였다.

## 출신 인물
- 유송 무제: 경구구 출신

## 자매 도시
- 일본 구라시키시
- 일본 쓰시 (1984)
- 미국 Tempe, Arizona (1989)
- 캐나다 Lac-Mégantic, Quebec (1995)
- 터키 이즈미트 (1996)
- 브라질 론드리나 (1997)
- 대한민국 익산시 (1998)
- 독일 만하임 (2004)

## 같이 보기
- 전장 식초